# Torrent de Vilardell
El Torrent de Vilardell és un corrent fluvial del Berguedà, que neix al Serrat de Sant Isidre, al municipi de La Quar i baixa pel vessant sud del Serrat de les Cabres Clot de la Mainera, passa pel mas i molí de Vilardell fins a desembocar a la riera de Merlès a cota 640.